# Drakulić Rijeka
Drakulić Rijeka es una localidad de Croacia en el municipio de Plitvička Jezera, condado de Lika-Senj.

## Geografía
Se encuentra a una altitud de 733 m s. n. m. a 156 km de la capital nacional, Zagreb.

## Lugares de interés
La aldea se encuentra en una región conocida por su belleza natural, cerca del Parque Nacional de los Lagos de Plitvice, que es un sitio del Patrimonio Mundial de la UNESCO. La proximidad a este parque hace que Drakulić Rijeka sea un lugar atractivo para los turistas que buscan una estancia tranquila cerca de las maravillas naturales.

## Demografía
En el censo 2011 el total de población de la localidad fue de 9 habitantes.
| Gráfica de población de Drakulić Rijeka 1857-2011                   |
|                                                                     |
| Según los censos de población de la oficina estadística de Croacia. |